# 甲基丙烯酸丁酯
甲基丙烯酸丁酯是一种有机化合物，化学式为C4H9O2CC(CH3)=CH2。它是无色液体，是制备丙烯酸酯聚合物的常见单体。它可由甲基丙烯酸和丁醇反应得到。它在自由基条件下可以聚合。
它在2023年被列入IARC第2B类致癌物质。